# Leishmaniose cutanée
 (août 2008).
Si vous disposez d'ouvrages ou d'articles de référence ou si vous connaissez des sites web de qualité traitant du thème abordé ici, merci de compléter l'article en donnant les références utiles à sa vérifiabilité et en les liant à la section « Notes et références ».
 Mise en garde médicale
La  leishmaniose cutanée  est la forme la plus commune de leishmaniose. C'est une infection cutanée provoquée par un parasite unicellulaire qui est transmis par des piqures de phlébotome. Il y a environ 20 espèces de Leishmania qui peuvent causer une leishmaniose cutanée. 
Elle était autrefois également connue sous le nom de  bouton d'Orient,  Clou de Biskra ou Bouton d'Alep, suivant les régions :
- Bouton d'Orient ou Clou de Biskra sur le pourtour méditerranéen.
- Bouton d'Alep au Proche-Orient.

## Epidemiologie

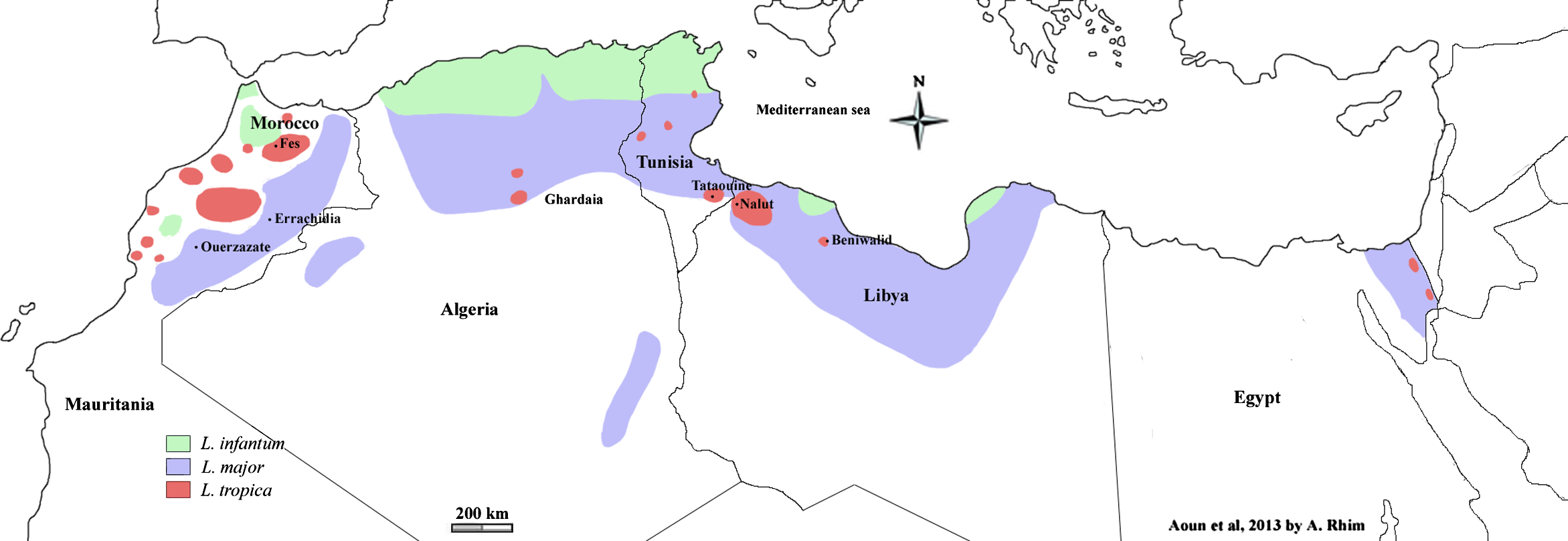
Leishmaniose cutanée en Afrique du Nord; Leishmania infantum = vert, Leishmania major = bleu, Leishmania tropica = rouge

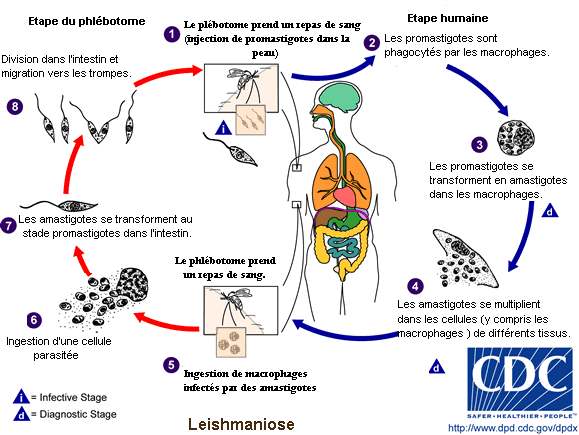
Cycle parasitaire des Leishmanioses. Cliquer sur l’image pour agrandir

La leishmaniose cutanée est endémique dans de nombreuses régions du monde, dont l'Afrique du Nord. Environ vingt espèces différentes de Leishmania sont capables d'infecter les humains. La distribution de la leishmaniose cutanée est très étroitement liée à la géographie et les villages même distants de 15 milles peuvent avoir des taux de leishmaniose cutanée très différents. 
Quelques espèces de Leishmania sont étroitement liées aux humains et sont donc trouvées dans les villes (par exemple, L. tropica), tandis que certaines sont traditionnellement davantage associées à des espèces animales et sont donc considérées comme des zoonoses (par exemple, L. major). Quelques espèces qui sont traditionnellement considérées comme animales (par exemple, L. panamensis) peut devenir principalement des maladies humaines.

## Pathologie

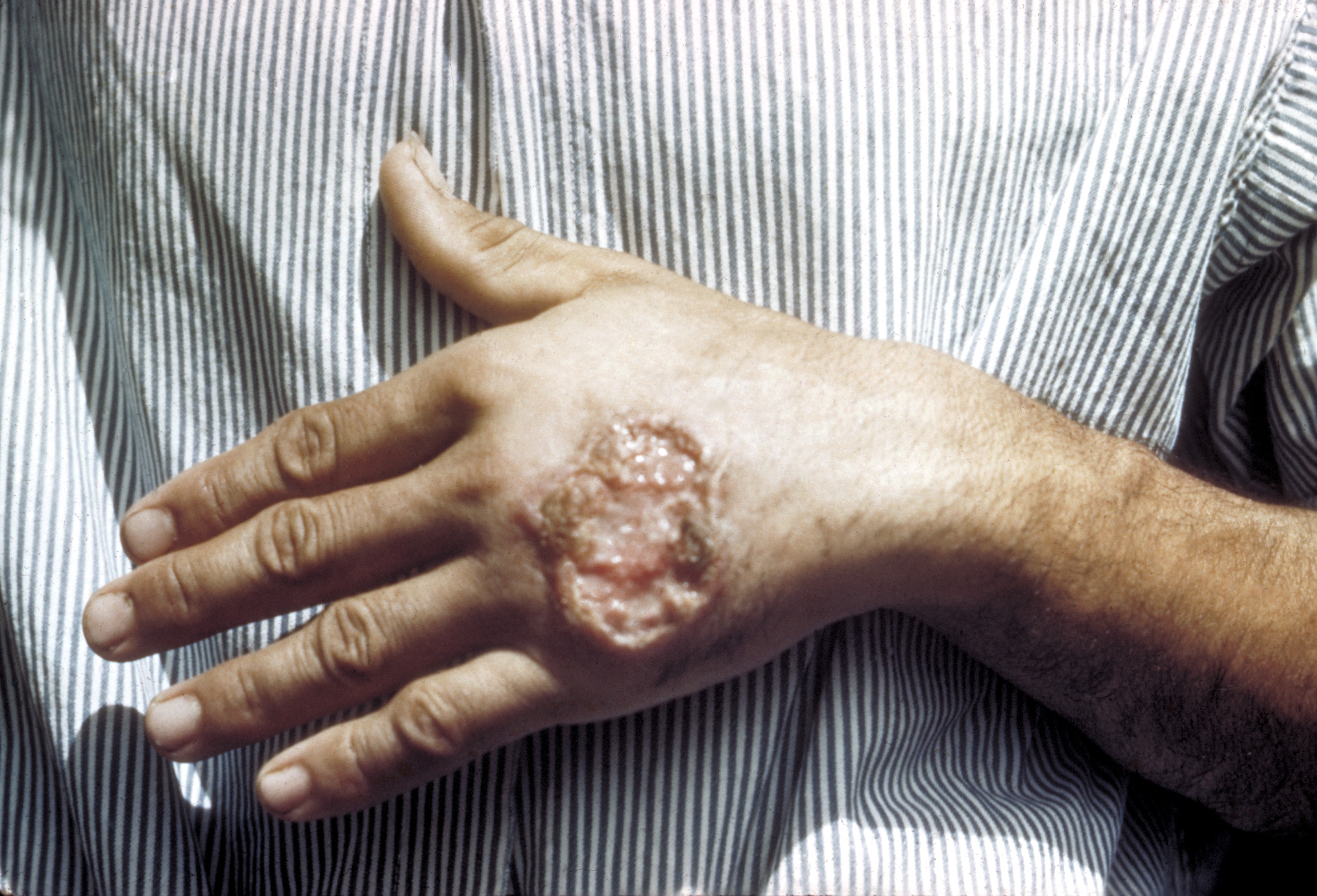
Leishmaniose cutanée

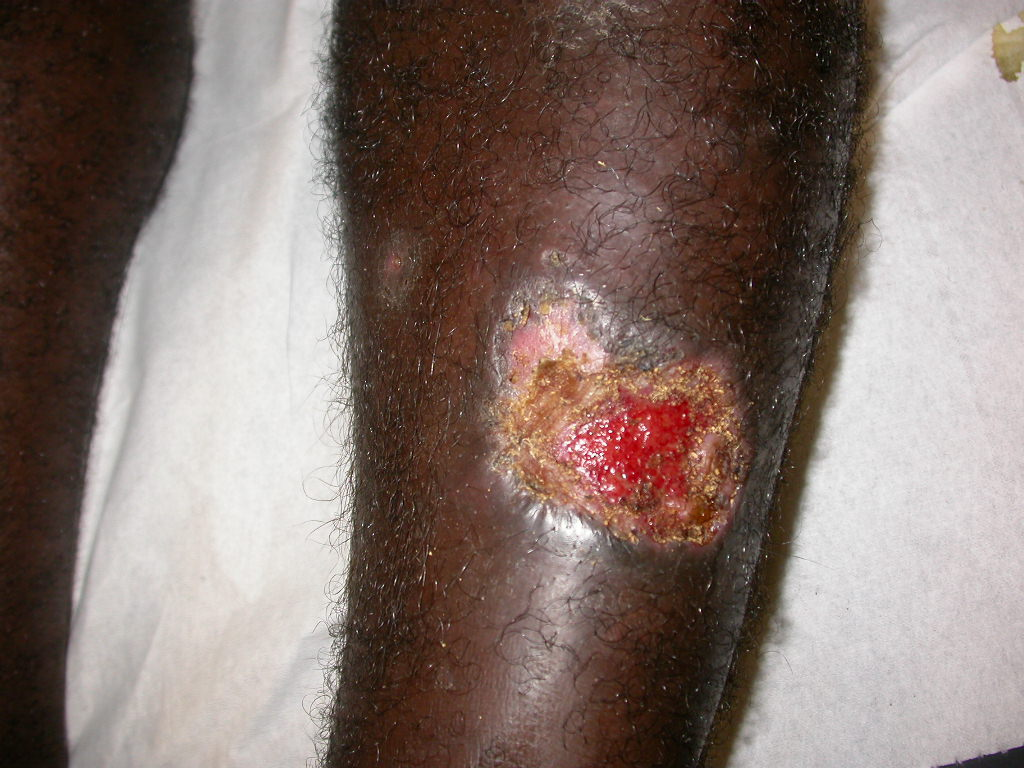
Leishmaniose cutanée - Guyane fr

Les Promastigotes de leishmania sont transmis à la peau humaine par la piqure d'un phlébotome. La Leishmania  envahit alors les macrophages humains et se divise à l’intérieur des cellules. 
Une lésion rouge surélevée, se développe à l'emplacement de la piqure (souvent des semaines ou parfois des années plus tard). La lésion alors s’ulcère et peut secondairement être infectée par des bactéries. Pour de nombreuses espèces (par exemple, L. major) la lésion guérit souvent spontanément avec une cicatrice atrophique. Chez quelques espèces (par exemple, L. viannia braziliensis) la lésion peut spontanément guérir avec une cicatrice, puis réapparaître ailleurs (particulièrement sous l’aspect de lésions cutaneo-muqueuses destructives). Les lésions d'autres espèces de leishmania peuvent guérir spontanément puis réapparaître sous forme de lésions satellites autour de l'emplacement de la lésion originale, ou le long du trajet de drainage lymphatique. 
Quelques espèces ont tendance à entrainer une leishmaniose cutanée (par exemple, L. major et L. tropica), tandis que quelques espèces tendent à provoquer une leishmaniose viscérale (par exemple,  L. infantum et L.donovani).

## Leishmaniose  cutanée postkala-azar
Pour les espèces qui provoquent habituellement une leishmaniose viscérale (par exemple, L. infantum  ou L. donovani) on peut, après traitement bien suivi, voir réapparaître des lésions cutanées multiples appelées « leishmaniose cutanée post kala-azar ». Ce n'est pas le résultat d’un traitement insuffisant de la leishmaniose viscérale. Les lésions cutanées répondront à un nouveau traitement.

## Leishmaniose cutanéo-muqueuse
La leishmaniose cutanéo-muqueuse est la forme la plus redoutée des leishmanioses cutanées parce qu'elle entraîne  lésions destructives et mutilantes du visage. Elle est provoquée le plus souvent par Leishmania braziliensis Vianna, et L.aethiopica a également été décrit plus rarement. 

## Traitement

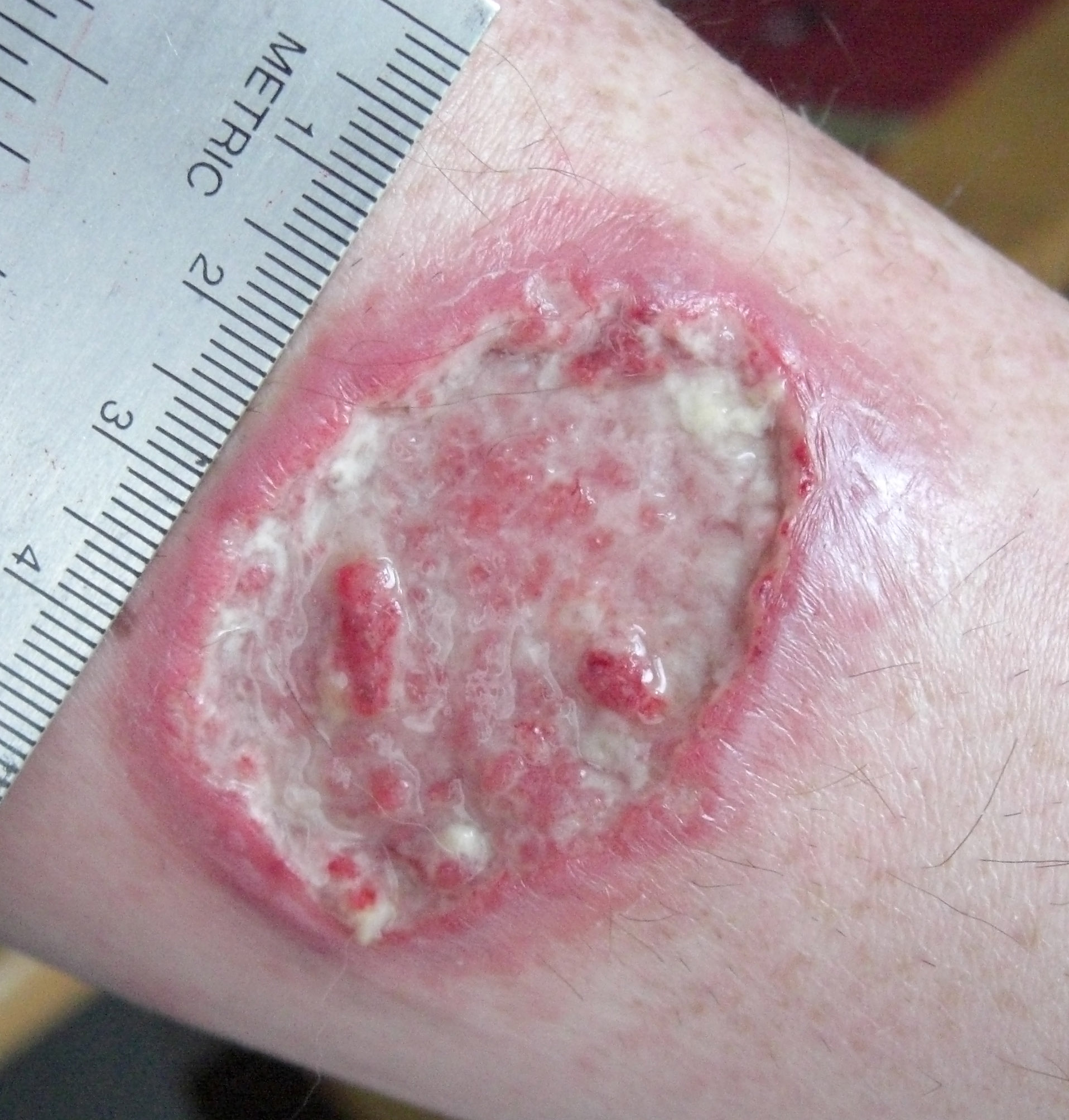
Ulcère de leishmaniose sur l'avant-bras

L'importance d’un traitement adapté de la leishmaniose cutanée est très variable. Les traitements qui fonctionnent pour certaines espèces de leishmania peuvent ne pas fonctionner pour les autres. On recommande de demander l’avis d'un spécialiste en médecine tropicale. Dans l’idéal, tout devrait être tenté pour identifier l’espèce de leishmania en cause par des techniques moléculaires. Dans le contexte d'un pays en voie de développement, il y a souvent une seule espèce seulement présente dans une localité particulière, ainsi il est habituellement inutile de caractériser chaque infection. Malheureusement, la leishmaniose est une maladie orpheline, et presque toutes options thérapeutiques courantes  ont un risque toxique, avec des effets secondaires significatifs. 
Leishmania major
On considère souvent que les infections à L.major doivent guérir spontanément. Cependant on a rapporté plusieurs cas graves provoqués par L.major en Afghanistan. En outre des cas graves de leishmananiose cutanées provoqué par L.infantum sont maintenant décrits. 
Leishmania (Vianna) braziliensis
Le traitement est obligatoire en raison du risque de développer les lésions cutanéo-muqueuses. 
L’antimoine pentavalent est actuellement le traitement de choix dans le monde entier. Dans quelques régions d'Amérique latine l’amphotéricine B est devenue plus importante. 
La nouvelle option thérapeutique résulte de l’introduction d’une nouvelle molécule utilisable par voie orale, la Miltéfosine (Impavido) qui s’est montré très efficace et sûre dans plusieurs essais cliniques pour la leishmaniose viscérale et cutanée. Les études récentes en Bolivie montrent un taux de guérison élevé pour la leishmaniose cutanéo-muqueuse. Les premières études comparatives avec l’antimoine pentavalent en Iran et au Pakistan montrent également un taux élevé de guérison pour L.major et L.tropica. 
Il est autorisé dans de nombreux pays d'Amérique latine (par exemple la Colombie) en Allemagne, le pays d'origine de l’inventeur Zentaris Gmbh. En octobre 2006 il a reçu le statut de médicament orphelin de la Food and Drug Administration des États-Unis. La molécule est généralement mieux tolérée que d'autres substances. Les effets secondaires principaux sont des troubles gastro-intestinaux pendant 1 à 2 jours au début du traitement qui n'affecte pas son efficacité. 
Une infection bactérienne secondaire (particulièrement avec le Staphylococcus aureus ) est fréquente et peut exiger un traitement antibiotique.